# 中島賢二
中島 賢二（なかじま けんじ、1941年 - 2009年4月8日）は、日本の英文学者、翻訳家。

## 略歴
愛知県豊橋市生まれ。1964年東京大学教養学部卒。1969年名古屋工業大学講師、助教授、教授、1995年退職し翻訳に専念する。
ジョージ・オーウェルを研究していたが、退職後は『虚栄の市』など19世紀英文学の大作を新訳、黒岩涙香-江戸川乱歩『幽霊塔』の原典『灰色の女』も訳したが、最後の訳書となった『真昼の暗黒』は、病状が進み刊行前に死去した。

## 翻訳
- 『白衣の女』全3巻（ウィルキー・コリンズ、岩波文庫） 1996
- 『夢の女 / 恐怖のベッド 他六篇』（ウィルキー・コリンズ、岩波文庫） 1997
- 『西欧人の眼に』全2巻（ジョゼフ・コンラッド、岩波文庫） 1998 - 1999
- 『虚栄の市』全4巻（サッカリー、岩波文庫） 2003 - 2004
- 『コンラッド短篇集』（ジョゼフ・コンラッド、岩波文庫） 2005
- 『アシェンデン 英国情報部員のファイル』（モーム、岡田久雄共訳、岩波文庫） 2008
- 『灰色の女』（A・M・ウィリアムスン、論創社、論創海外ミステリ） 2008
- 『真昼の暗黒』（アーサー・ケストラー、岩波文庫） 2009